# Вулиця Сергія Данченка
Ву́лиця Сергі́я Да́нченка — вулиця в Подільському районі міста Києва, місцевості Біличе поле, Замковище та Липинка. Пролягає від Межової вулиці до вулиці Франциска Скорини.
Прилучаються вулиці Старицького, Івана Кавалерідзе та Георгія Нарбута (двічі, утворюючи півколо).

## Історія
Вулиця сформована у 2011–2012 роках під назвою Проектна 1. Сучасна назва на честь українського театрального режисера, народного артиста СРСР Сергія Данченка — з 2012 року.

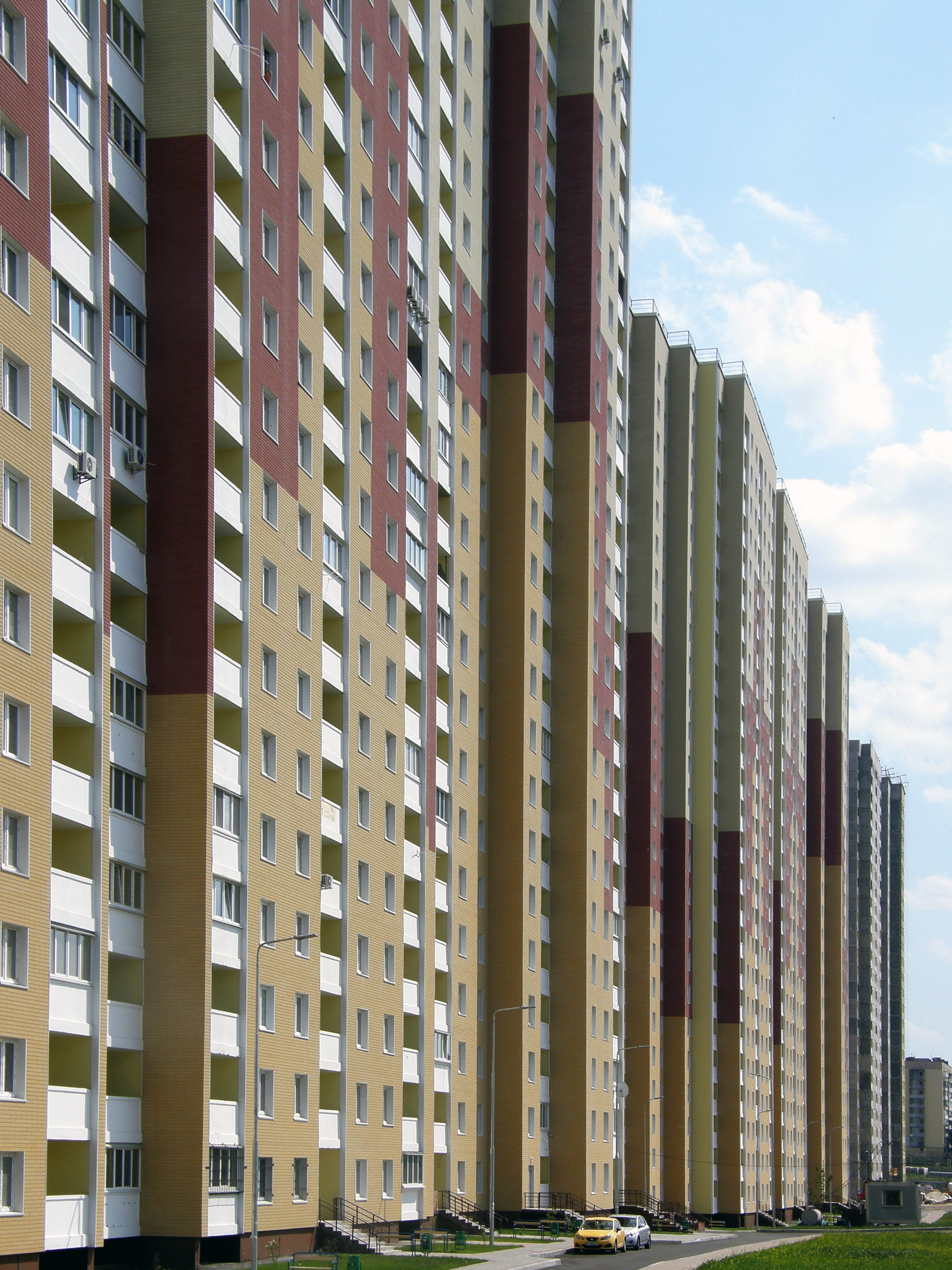
Кристер-Град — № 1–5, фактично по вул. Межовій